# Maxéville
Ne doit pas être confondu avec Macheville.
Maxéville (prononcer [maksevil],, ou [maʃevil]) est une commune française située dans le département de Meurthe-et-Moselle, en Lorraine, dans la région administrative Grand Est.

## Géographie

### Localisation
Maxéville est une commune limitrophe de Nancy, longée à l'est par la Meurthe et traversée par l'autoroute A31 en direction de Metz. On distingue globalement trois quartiers traditionnels : Meurthe-Canal, le Centre et Champ-le-Bœuf, ce dernier, à l'extrême ouest, partagé avec Laxou. Un quatrième quartier a vu le jour sur le Haut de Lesse, dominant la vieille ville de ses 320 mètres, les Aulnes, en bordure du Haut-du-Lièvre nancéien.

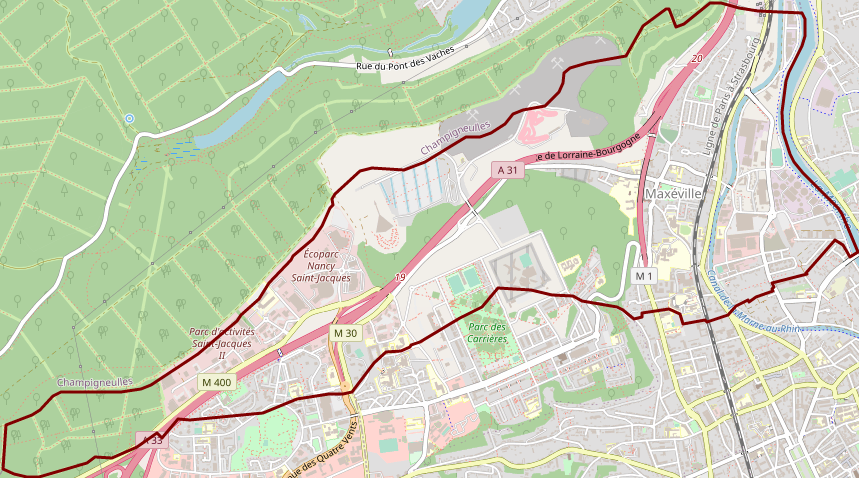
Carte OpenStreetMap.
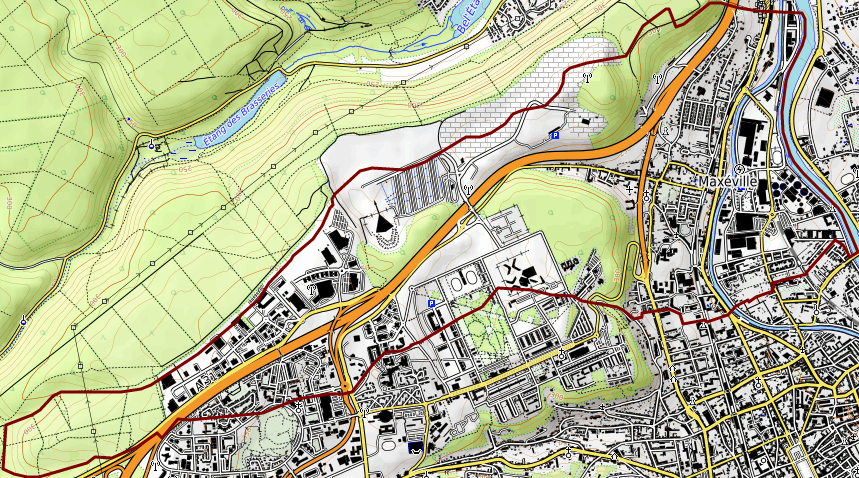
Carte topographique.
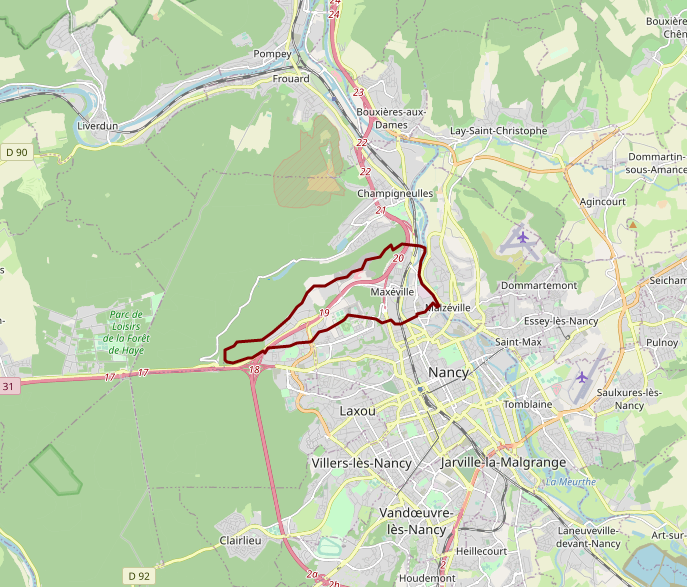
Communes environnantes.

| Champigneulles |           | Malzéville |
|                | Maxéville |            |
| Laxou          |           | Nancy      |

### Hydrographie
La commune est dans le bassin versant du Rhin au sein du bassin Rhin-Meuse. Elle est drainée par la Meurthe et le canal de la Marne au Rhin,.
La Meurthe, d'une longueur de 161 km, prend sa source dans la commune du Valtin et se jette  dans la Moselle à Pompey, après avoir traversé 53 communes. 
Le canal de la Marne au Rhin, long de 293 km et comportant 178 écluses à l'origine, relie la Marne (à Vitry-le-François) au Rhin (à Strasbourg). Par le canal latéral de la Marne, il est connecté au réseau navigable de la Seine vers l'Île-de-France et la Normandie. 

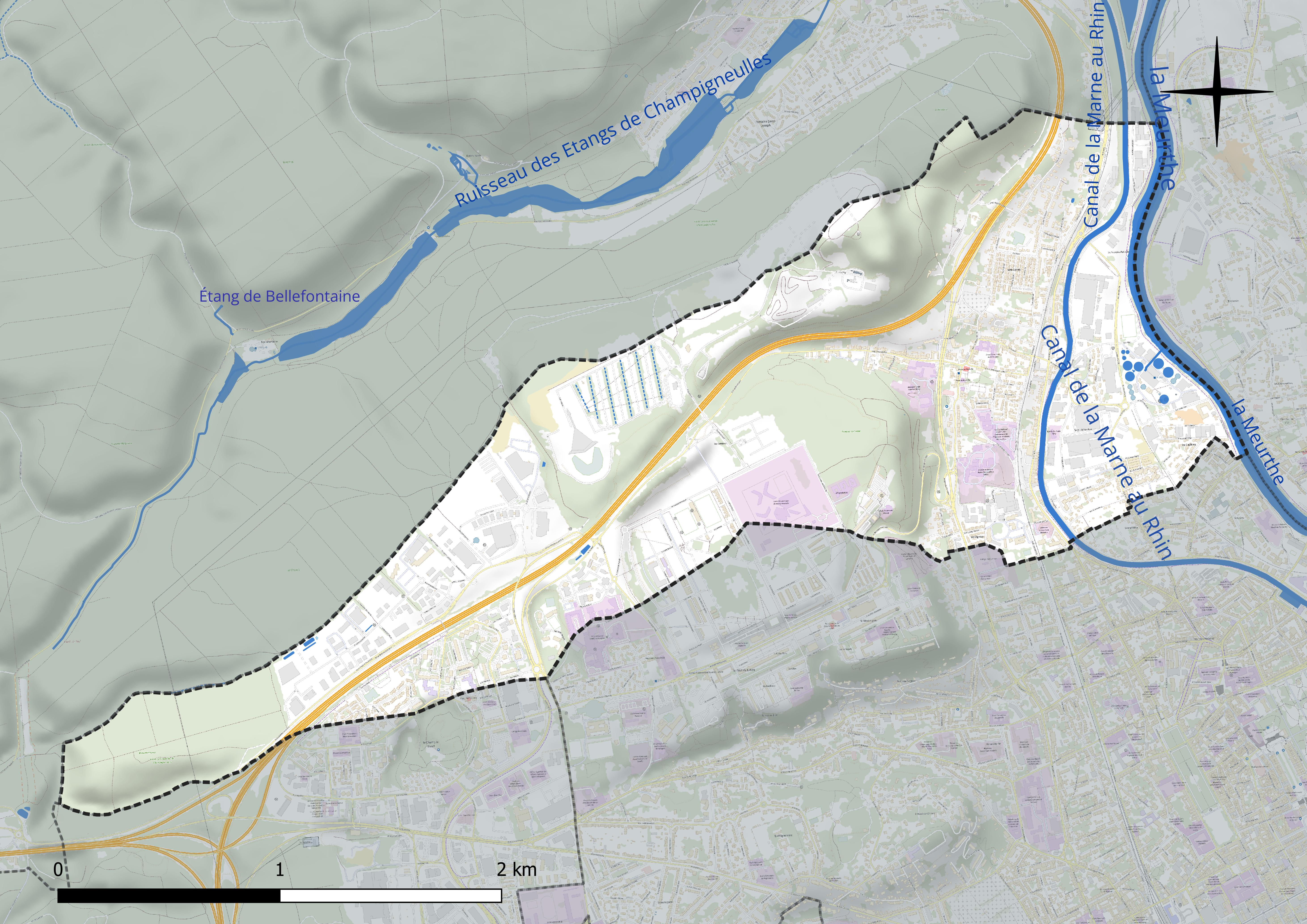
Réseau hydrographique de Maxéville.

### Climat
Pour des articles plus généraux, voir Climat du Grand Est et Climat de Meurthe-et-Moselle.
En 2010, le climat de la commune est de type climat des marges montargnardes, selon une étude du Centre national de la recherche scientifique s'appuyant sur une série de données couvrant la période 1971-2000. En 2020, Météo-France publie une typologie des climats de la France métropolitaine dans laquelle la commune est exposée à un climat semi-continental et est dans la région climatique  Lorraine, plateau de Langres, Morvan, caractérisée par un hiver rude (1,5 °C), des vents modérés et des brouillards fréquents en automne et hiver. 
Pour la période 1971-2000, la température annuelle moyenne est de 10,1 °C, avec une amplitude thermique annuelle de 16,9 °C. Le cumul annuel moyen de précipitations est de 804 mm, avec 12 jours de précipitations en janvier et 9,3 jours en juillet. Pour la période 1991-2020, la température moyenne annuelle observée sur la station météorologique de Météo-France la plus proche, « Nancy-Essey », sur la commune de Tomblaine à 5 km à vol d'oiseau, est de 11,0 °C et le cumul annuel moyen de précipitations est de 746,3 mm. 
La température maximale relevée sur cette station est de 40,1 °C, atteinte le 24 juillet 2019 ; la température minimale est de −24,8 °C, atteinte le 21 février 1956,,. 
| Mois                                  | jan.             | fév.             | mars             | avril           | mai             | juin           | jui.          | août           | sep.            | oct.            | nov.             | déc.             | année      |
| ------------------------------------- | ---------------- | ---------------- | ---------------- | --------------- | --------------- | -------------- | ------------- | -------------- | --------------- | --------------- | ---------------- | ---------------- | ---------- |
| Température minimale moyenne (°C)     | −0,2             | 0                | 2,1              | 4,5             | 8,7             | 12,2           | 14,2          | 13,9           | 10,2            | 7,1             | 3,4              | 1                | 6,4        |
| Température moyenne (°C)              | 2,6              | 3,5              | 6,9              | 10,2            | 14,2            | 17,9           | 20            | 19,6           | 15,6            | 11,3            | 6,4              | 3,5              | 11         |
| Température maximale moyenne (°C)     | 5,4              | 7,1              | 11,6             | 15,8            | 19,8            | 23,5           | 25,8          | 25,4           | 20,9            | 15,5            | 9,4              | 6                | 15,5       |
| Record de froid (°C) date du record   | −21,6 13.01.1968 | −24,8 21.02.1956 | −15,9 04.03.1965 | −6,8 02.04.1958 | −4,2 03.05.1960 | 1,6 05.06.1953 | 2 01.07.1962  | 2,8 26.08.1966 | −1,3 24.09.1948 | −7,9 27.10.1950 | −12,7 23.11.1998 | −21,3 30.12.1939 | −24,8 1956 |
| Record de chaleur (°C) date du record | 16,8 05.01.1999  | 20,8 27.02.19    | 26 31.03.21      | 29,3 18.04.1949 | 33 28.05.17     | 37,2 26.06.19  | 40,1 24.07.19 | 39,3 08.08.03  | 34,4 15.09.20   | 27,6 13.10.23   | 22,7 02.11.20    | 18,5 16.12.1989  | 40,1 2019  |
| Ensoleillement (h)                    | 524              | 801              | 1 396            | 1 812           | 2 056           | 2 235          | 2 348         | 2 194          | 1 719           | 1 046           | 521              | 432              | 17 083     |
| Précipitations (mm)                   | 64,4             | 54,8             | 54,1             | 44,3            | 67,9            | 56             | 63            | 67,2           | 61,1            | 66,5            | 68,9             | 78,1             | 746,3      |

| Diagramme climatique                                  |          |             |             |             |            |            |              |              |             |            |        |
| J                                                     | F        | M           | A           | M           | J          | J          | A            | S            | O           | N          | D      |
| 5,4−0,264,4                                           | 7,1054,8 | 11,62,154,1 | 15,84,544,3 | 19,88,767,9 | 23,512,256 | 25,814,263 | 25,413,967,2 | 20,910,261,1 | 15,57,166,5 | 9,43,468,9 | 6178,1 |
| Moyennes : • Temp. maxi et mini °C • Précipitation mm |          |             |             |             |            |            |              |              |             |            |        |

Les paramètres climatiques de la commune ont été estimés pour le milieu du siècle (2041-2070) selon différents scénarios d'émission de gaz à effet de serre à partir des nouvelles projections climatiques de référence DRIAS-2020. Ils sont consultables sur un site dédié publié par Météo-France en novembre 2022.

## Urbanisme

### Typologie
Au 1er janvier 2024, Maxéville est catégorisée grand centre urbain, selon la nouvelle grille communale de densité à sept niveaux définie par l'Insee en 2022.
Elle appartient à l'unité urbaine de Nancy, une agglomération intra-départementale regroupant 28  communes, dont elle est une commune de la banlieue,,. Par ailleurs la commune fait partie de l'aire d'attraction de Nancy, dont elle est une commune du pôle principal,. Cette aire, qui regroupe 353 communes, est catégorisée dans les aires de 200 000 à moins de 700 000 habitants,.

### Occupation des sols
L'occupation des sols de la commune, telle qu'elle ressort de la base de données européenne d’occupation biophysique des sols Corine Land Cover (CLC), est marquée par l'importance des territoires artificialisés (76,3 % en 2018), en augmentation par rapport à 1990 (62,5 %). La répartition détaillée en 2018 est la suivante : 
zones urbanisées (36,7 %), forêts (23,7 %), zones industrielles ou commerciales et réseaux de communication (23,5 %), espaces verts artificialisés, non agricoles (11,5 %), mines, décharges et chantiers (4,7 %). L'évolution de l’occupation des sols de la commune et de ses infrastructures peut être observée sur les différentes représentations cartographiques du territoire : la carte de Cassini (XVIIIe siècle), la carte d'état-major (1820-1866) et les cartes ou photos aériennes de l'IGN pour la période actuelle (1950 à aujourd'hui).

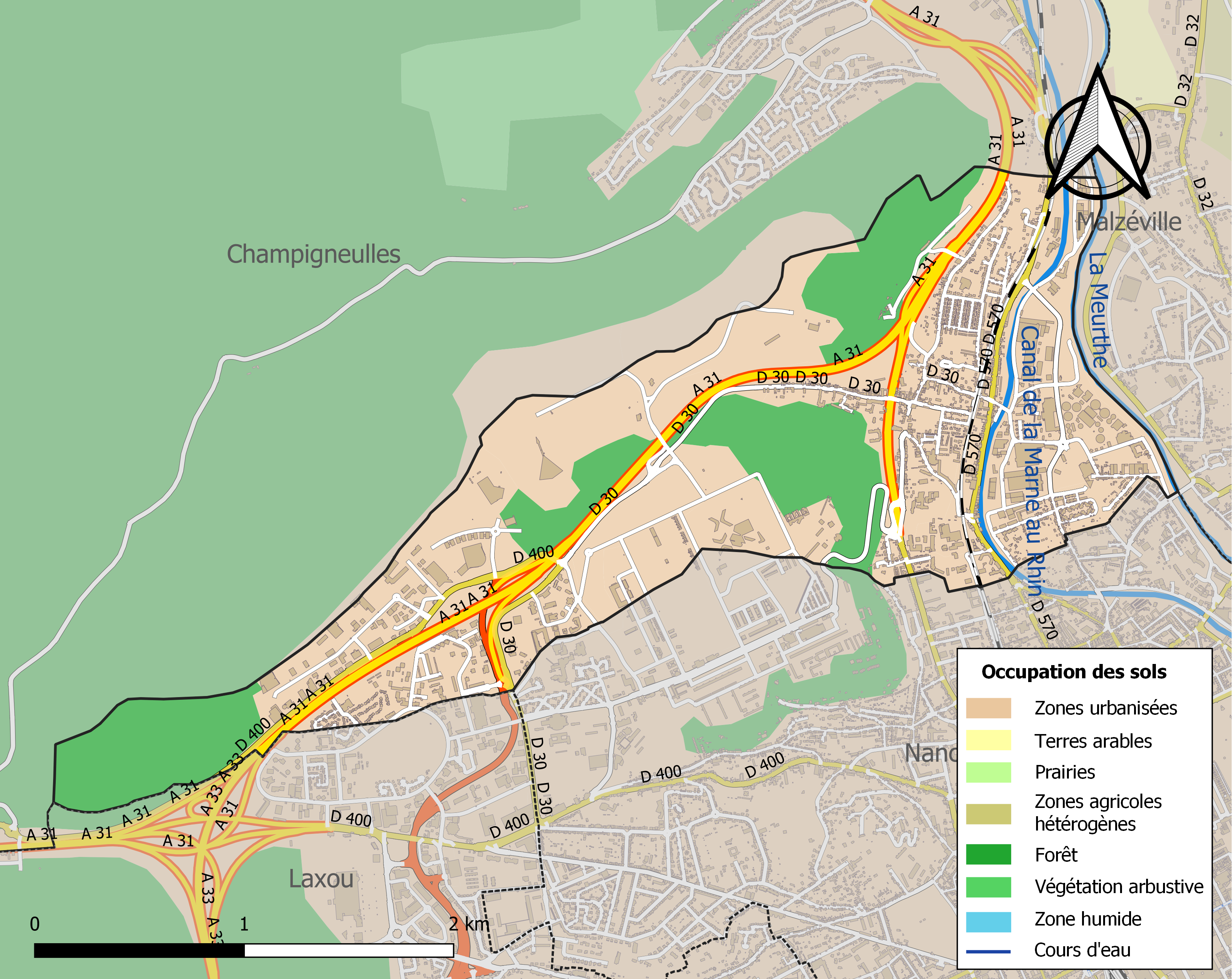
Carte des infrastructures et de l'occupation des sols de la commune en 2018 (CLC).

### Habitat et logement
En 2019, le nombre total de logements dans la commune était de 4 454, alors qu'il était de 4 074 en 2014 et de 3 880 en 2009.
Parmi ces logements, 88,6 % étaient des résidences principales, 0,4 % des résidences secondaires et 11,1 % des logements vacants. Ces logements étaient pour 26,3 % d'entre eux des maisons individuelles et pour 67,4 % des appartements.
Le tableau ci-dessous présente la typologie des logements à Maxéville en 2019 en comparaison avec celle de Meurthe-et-Moselle et de la France entière. Une caractéristique marquante du parc de logements est ainsi une proportion de résidences secondaires et logements occasionnels (0,4 %) inférieure à celle du département (2 %) et à celle de la France entière (9,7 %). Concernant le statut d'occupation de ces logements, 33,1 % des habitants de la commune sont propriétaires de leur logement (33,8 % en 2014), contre 57,2 % pour la Meurthe-et-Moselle et 57,5 pour la France entière.
| Typologie                                               | Maxéville | Meurthe-et-Moselle | France entière |
| ------------------------------------------------------- | --------- | ------------------ | -------------- |
| Résidences principales (en %)                           | 88,6      | 88,7               | 82,1           |
| Résidences secondaires et logements occasionnels (en %) | 0,4       | 2                  | 9,7            |
| Logements vacants (en %)                                | 11,1      | 9,3                | 8,2            |

### Voies de communication et transports
Maxéville est reliée au Grand Nancy grâce aux lignes du réseau de transport de l'agglomération nancéienne appelé Réseau Stan :
- Tempo 2 : Laxou Sapinière - Laneuveville Centre
- Ligne 13 : Maxéville St. Jacques - Dommartemont
- Ligne 32 : Maxéville Jean Lamour - Essey La Fallée
- Ligne 10 Sub : Chaligny / Neuves-Maisons / Vandœuvre CHU Brabois - Villers Campus Sciences / Pompey
- Ligne Corol (ligne circulaire desservant Vandœuvre, Jarville, Nancy, Laxou, Villers)

## Toponymie
Le nom de la localité est attesté sous les formes Marchevilla (1224) ; Marcheinvilla (1402) ; Marchainville (1522) ; Marchainville-lez-Nancy (1544) ; Maxainville (1595) ; Marcheville (1596) ; Maxenville (1600).

Autrefois Maxéville s'écrivait Machéville et jusqu'au XXe siècle, les habitants ont appelé leur ville ainsi. On peut toutefois voir sur la gravure de Melchior Tavernier sur le siège de Nancy durant la guerre de Trente Ans le nom de Marchinville. La carte de Cassini indique Maxeville.

Vocables : Marcheville (1224), Marcinvilla (1402), Maxéville (1600).

En patois Mahinville

La commune est appelée dans les anciens titres Marchainville (village du marquis, ou aux marches, aux limites de la ville).

## Histoire

### Antiquité
Présences préhistorique et gallo-romaine. 
Le chemin vicinal de Maxéville à Champigneulles, passe au dire de quelques personnes, pour une ancienne voie romaine. Cette tradition pourrait être appuyée par la découverte de vestiges d'un camp romain dans le bois qui domine ce chemin et le vallon de Champigneulles. Ce chemin s'appelle chemin de la Justice, à cause des fourches patibulaires qui se trouvaient à son extrémité.

### Moyen Âge
Seigneurie en 1210.
Maxéville, village de l'ancien duché de Lorraine, qui a dépendu de la prévôté et du bailliage de Nancy, remonte à une époque assez éloignée : il en est parlé dans des titres du XIIe siècle. La maison de Lénoncourt y possédait des terres qu'elle tenait de la générosité des ducs de Lorraine. Cette seigneurie, après lui avoir appartenu, fut ensuite partagée à titre d'héritage, d'où vient qu'il y eut plusieurs châteaux.
Vers 1298, pendant la guerre qui eut lieu entre le duc Thiébaut II et le comte de Vaudémont, celui-ci étant entré en Lorraine avec 600 hommes, brula le village de Maxéville. C'est dix ans à peu près avant cet événement que Ferry III, qui par les affranchissements donnés aux serfs de ses États, s'était attiré la haine des seigneurs, fut enlevé par ces derniers dans les bois de Heys et amené prisonnier dans la tour de Maxéville.
M. Beaupré, après avoir établi l'authenticité de l'emprisonnement de Ferry III, a cherché à déterminer l'emplacement qu'occupait la fameuse tour où le duc fut détenu par Andrian des Armoises, et que les bourgeois de Nancy rasèrent complètement. D'autre part, deux seigneuries distinctes, dit-il, se partageaient au XVIIIe siècle le village de Maxéville.

### Temps modernes
Sous l'ancien régime, ce village était pour l'époque considérable : on estime qu'avant la peste de 1630, il y avait plus de 900 habitants. Et il y existait, au XVIIe siècle, quelques usages religieux assez inhabituels.
Un lieu-dit de Maxéville porte le nom de Côte-le-Prêtre : c'était, dit-on, sur cette montagne voisine du village, que l'on déposait les pestiférés en attendant leur mort, et que le prêtre venait leur apporter les derniers secours.

### Époque contemporaine

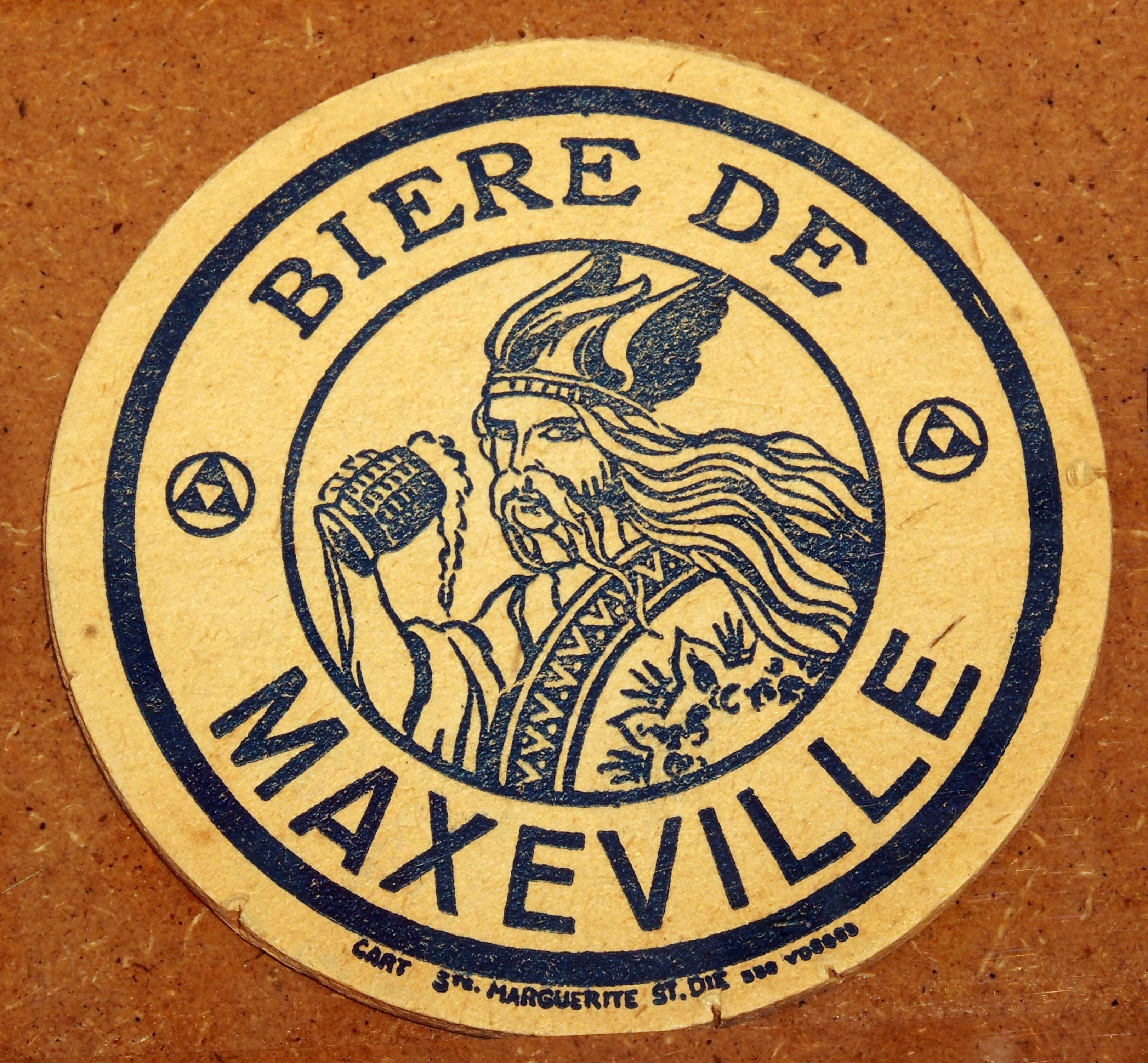

La grande brasserie viennoise de Maxéville a été construite en 1869 par Nicolas Galland (1816-1886), célèbre pour ses travaux de recherche sur le maltage ; mais la société est mise en liquidation en 1877 et vendue aux enchères. Elle devient alors la « Grande Brasserie de l'Est », qui produit 67 000 hectolitres en 1885. Elle fusionne en 1898 avec la brasserie Betting, sous le nom de « Grandes Brasseries réunies de Maxéville ». Elle a été remplacée par l'usine B2 et a disparu.
Deux mines de fer ont été exploitées au XXe siècle à Maxéville :
- la mine de Boudonville débouchant à côté de l'église Saint Martin (le train de la mine passe sous l'église) et dont le minerai alimentait les hauts-fourneaux de Maxéville ;
- la mine Arbed débouchant près du cimetière, qui a fermé en 1967 et dont le minerai était envoyé par transport fluvial pour alimenter les hauts-fourneaux du nord de la Lorraine[27].

D'autre part, sur les hauteurs, Maxéville possède un important gisement de calcaire oolithique qui a été exploité d'abord par la Société des Carrières de Maxéville, puis à partir de 1914 par la société Solvay. En 1927, Solvay a mis en service le TP Max pour acheminer le bâlin depuis la carrière jusqu'à son usine de Dombasle-sur-Meurthe. La carrière cessant son activité, le transporteur a été démonté en 1984.

## Politique et administration

### Rattachements administratifs et électoraux

#### Rattachements administratifs
La commune se trouve dans l'arrondissement de Nancy du département de Meurthe-et-Moselle.  
Elle faisait partie de 1801 à 1973  du canton de Nancy-Nord, année où elle intègre le canton de Pompey. En 1997, elle intègre le canton de Villers-lès-Nancy. Dans le cadre du redécoupage cantonal de 2014 en France, cette circonscription administrative territoriale a disparu, et le canton n'est plus qu'une circonscription électorale.

#### Rattachements électoraux
Pour les élections départementales, la commune est  depuis 2014 le bureau centralisateur du canton  Val de Lorraine Sud
Pour l'élection des députés, elle fait partie de la sixième circonscription de Meurthe-et-Moselle.

### Intercommunalité
Maxéville est membre de la Métropole du Grand Nancy, un établissement public de coopération intercommunale (EPCI) à fiscalité propre créé en 2016 par transformation de l'ancienne communauté urbaine Le Grand Nancy créée en 1996 et auquel la commune avait transféré un certain nombre de ses compétences, dans les conditions déterminées par le code général des collectivités territoriales.

### Tendances politiques et résultats
Lors du premier tour des élections municipales de 2014 en Meurthe-et-Moselle, la liste PS-PCF-EELV 	 menée par Christophe Choserot obtient la majorité absolue des suffrages exprimés, avec 1 224 voix (52,50 %, 22 conseillers municipaux élus dont 2 communautaires), devançant de 117 voix la liste UDI menée par le maire sortant Henri Bégorre, qui a recueilli 1 107 voix (47,49 %, 7 conseillers municipaux élus dont 1 communautaire).
Lors de ce scrutin, 42,47 % des électeurs se sont abstenus.
Lors du premier tour des élections municipales de 2020 en Meurthe-et-Moselle, la liste DVG menée par le maire sortant Christophe Choserot obtient la majorité absolue des suffrages exprimés, avec 1 027 voix (73,72 %, 26 conseillers municipaux élus dont 3 métropolitains), devançant très largement celle DIV menée par Alexandre Lamarque, qui a recueilli 366 voix (26,27 %, 3 conseillers municipaux élus).
Lors de ce scrutin marqué par la pandémie de Covid-19 en France, 67,04 % des électeurs se sont abstenus.

### Liste des maires
| Période                                  | Période                     | Identité                  | Étiquette          | Qualité |
| ---------------------------------------- | --------------------------- | ------------------------- | ------------------ | --- |
| Les données manquantes sont à compléter. |                             |                           |                    | |
| ?                                        | ?                           | Nicolas Sauce (1835-1918) | Républicain        | Contremaître à la Manufacture des tabacs Conseiller général de Nancy-Nord (1891 → 1910) Vice-président du conseil général |
| mai 1912                                 | 1916 (décès)                | Edmond Gérard (1847-1916) |                    | Tanneur, propriétaire rentier Adjoint au maire (1911 → 1912) |
| 1916                                     | mai 1925                    | Laurent Neiss (1860-1934) |                    | Artisan ébéniste |
| mai 1925                                 | octobre 1944                | Paul Richard, (1873-1961) | Rép.ind.           | Chef de bureau à la Société des hauts fourneaux de Maxéville Conseiller d'arrondissement de Nancy-Nord (1928 → 1940) |
| Les données manquantes sont à compléter. |                             |                           |                    | |
| avant 1954                               | 1955                        | M. Guillaume              |                    | |
| 1955                                     | après 1966                  | André Vautrin (1907-1999) |                    | Instituteur et directeur d'école |
| Les données manquantes sont à compléter. |                             |                           |                    | |
| mars 1983                                | mars 2014                   | Henri Bégorre             | UDF-PRV puis UMP   | Professeur à l'Université Henri Poincaré (ESSTIN) Adjoint au maire (1981 → 1983) 1er vice-président de la CU du Grand Nancy (? → 2014)                                                                                               |
| mars 2014                                | En cours (au 25 avril 2024) | Christophe Choserot       | DVG puis LREM → RE | Professeur agrégé à la faculté de médecine de Nancy Conseiller régional de Lorraine (2010 → 2015) Conseiller régional du Grand Est (2015 → ) Vice-président de la Métropole du Grand Nancy (2020 → ) Réélu pour le mandat 2020-2026, |

### Distinctions et labels
- Ville fleurie : deux fleurs au palmarès 2007 du concours des villes et villages fleuris[36].

### Jumelages
- Ramstein-Miesenbach (Allemagne)
- Poienile Izei (Roumanie), voir Poienile Izei (ro)
- Immouzer du Kandar (Maroc)
- Gao (Mali)  (Mali)[37].

## Équipements et services publics
La station d'épuration de la métropole de Nancy est située dans la commune, en bordure de la Meurthe.

### Justice, sécurité, secours et défense
- 2009 : construction d’un centre pénitentiaire de 690 places.

## Population et société

### Démographie
L'évolution du nombre d'habitants est connue à travers les recensements de la population effectués dans la commune depuis 1793. Pour les communes de moins de 10 000 habitants, une enquête de recensement portant sur toute la population est réalisée tous les cinq ans, les populations de référence des années intermédiaires étant quant à elles estimées par interpolation ou extrapolation. Pour la commune, le premier recensement exhaustif entrant dans le cadre du nouveau dispositif a été réalisé en 2008.

En 2022, la commune comptait 10 014 habitants, en évolution de +1,26 % par rapport à 2016 (Meurthe-et-Moselle : −0,13 %, France hors Mayotte : +2,11 %).
| 1793 | 1800 | 1806 | 1821 | 1831 | 1836 | 1841 | 1846 | 1851 |
| ---- | ---- | ---- | ---- | ---- | ---- | ---- | ---- | ---- |
| 391  | 351  | 370  | 458  | 458  | 477  | 512  | 577  | 523  |

| 1856 | 1861 | 1872  | 1876  | 1881  | 1886  | 1891  | 1896  | 1901  |
| ---- | ---- | ----- | ----- | ----- | ----- | ----- | ----- | ----- |
| 512  | 522  | 1 250 | 1 600 | 1 966 | 2 054 | 2 353 | 2 366 | 2 611 |

| 1906  | 1911  | 1921  | 1926  | 1931  | 1936  | 1946  | 1954  | 1962  |
| ----- | ----- | ----- | ----- | ----- | ----- | ----- | ----- | ----- |
| 2 715 | 3 132 | 3 057 | 4 081 | 4 482 | 4 446 | 4 481 | 5 224 | 5 094 |

| 1968  | 1975  | 1982  | 1990  | 1999  | 2006  | 2008  | 2013  | 2018  |
| ----- | ----- | ----- | ----- | ----- | ----- | ----- | ----- | ----- |
| 6 354 | 9 425 | 8 910 | 8 667 | 8 978 | 8 944 | 8 893 | 9 796 | 9 740 |

| 2022   | - | - | - | - | - | - | - | - |
| ------ | - | - | - | - | - | - | - | - |
| 10 014 | - | - | - | - | - | - | - | - |

## Culture locale et patrimoine

### Lieux et monuments

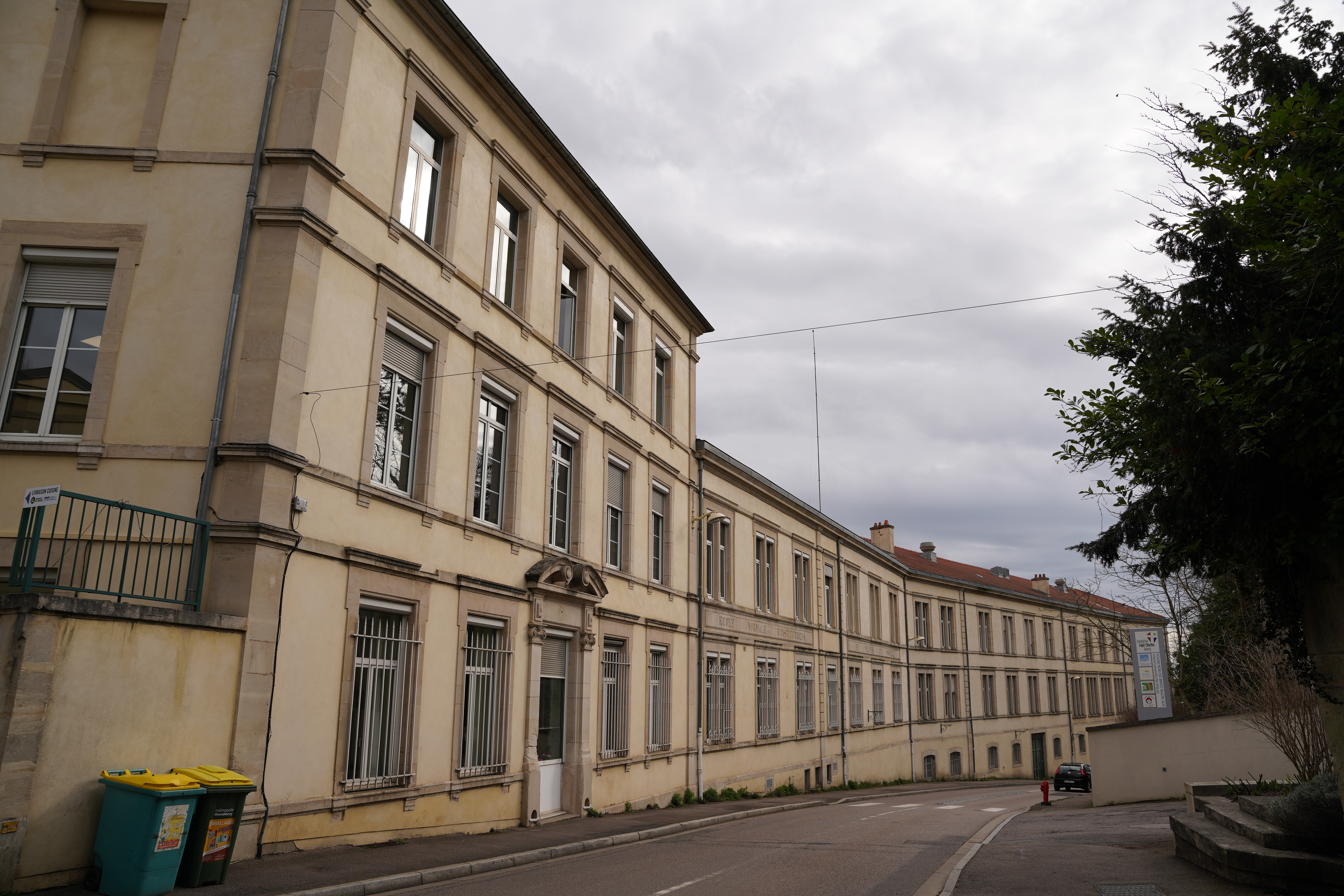
L'École supérieure du professorat et de l'éducation, rue Leclerc.

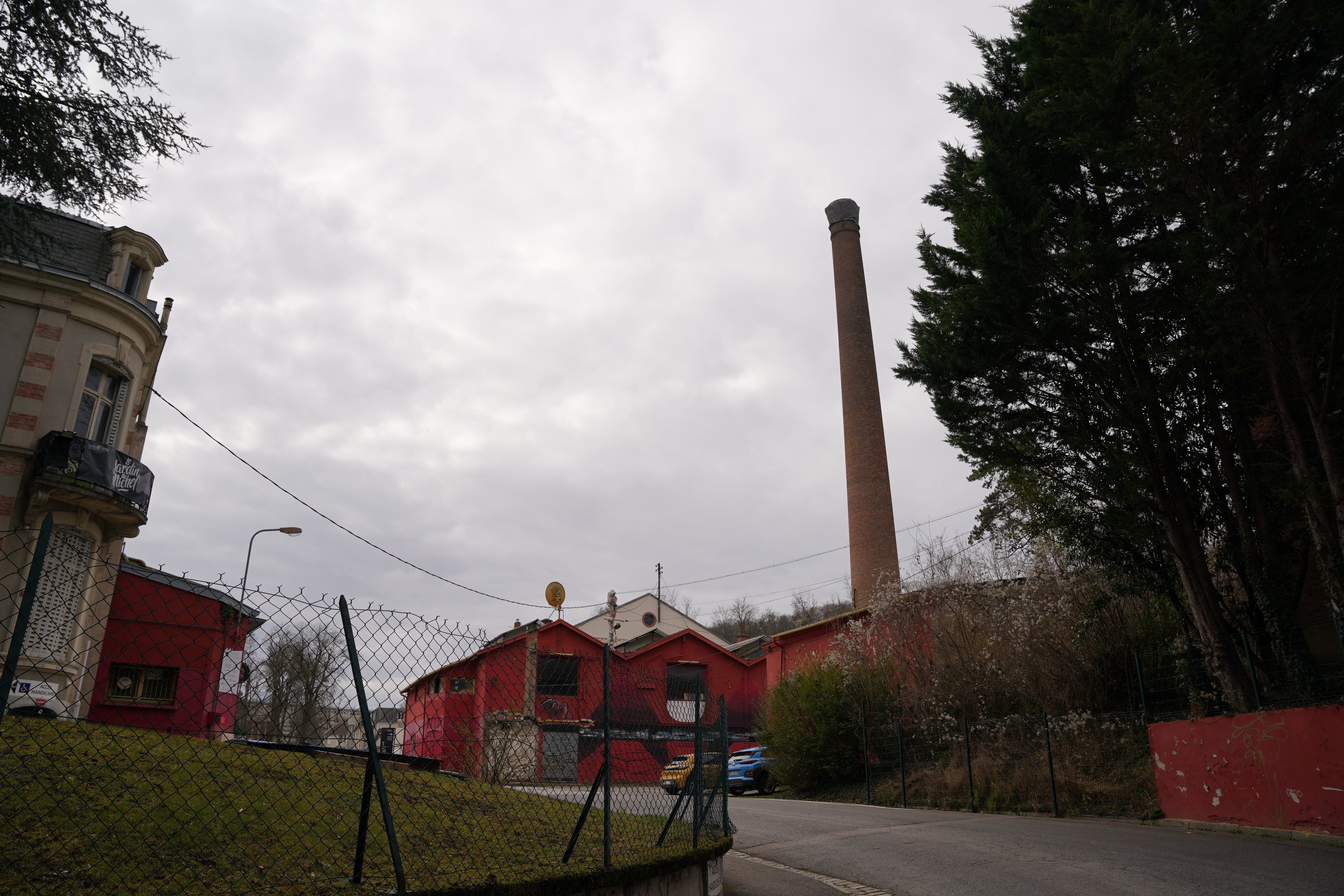
Les anciennes brasseries et caves des vins de la Craffe.

- Château de Gentilly construit en 1620 pour Henri Philippe argentier du duc Henri II de Lorraine, remanié au XVIIIe et fortement, dans sa décoration et sa distribution intérieures, dans la seconde moitié du XIXe. C'est également à cette époque que sont construits les dépendances, le pavillon du gardien et l'imposant jardin d'hiver ovale. Gentilly fut acheté par l'industriel lorrain Camille Cavallier en 1921 et il y mourut en 1926[42]. Ce château est aujourd'hui la maison de retraite N.-D. du Bon Repos, tenue par les sœurs de Saint Charles. De nombreux bâtiments ont été construits dans le parc à la fin du XXe et au début du XXIe pour les besoins de l'établissement.
- Château-Bas XVIIIe, remanié XIXe, actuellement mairie. Il possède un rare plafond peint à rapprocher de celui de l'hôtel Ferraris à Nancy.
- Château-Haut (a existé, mais il ne reste plus rien).
- Château Le Sauvoy, dit la « Grande-Maison », d'origine XVIe, remanié XIXe.
- Vieilles maisons de vignerons.
- Canal de la Marne au Rhin : port.
- Anciennes brasseries et caves des vins de la Craffe (ancien établissement viticole)
- Complexe Marie-Marvingt (dojo handball volley)
- Tour panoramique Les Aulnes
- Zénith de Nancy
- Chêne du Bon Dieu
- École supérieure du professorat et de l'éducation, équipée d'un planétarium numérique
- Maison d'arrêt de Nancy-Maxéville

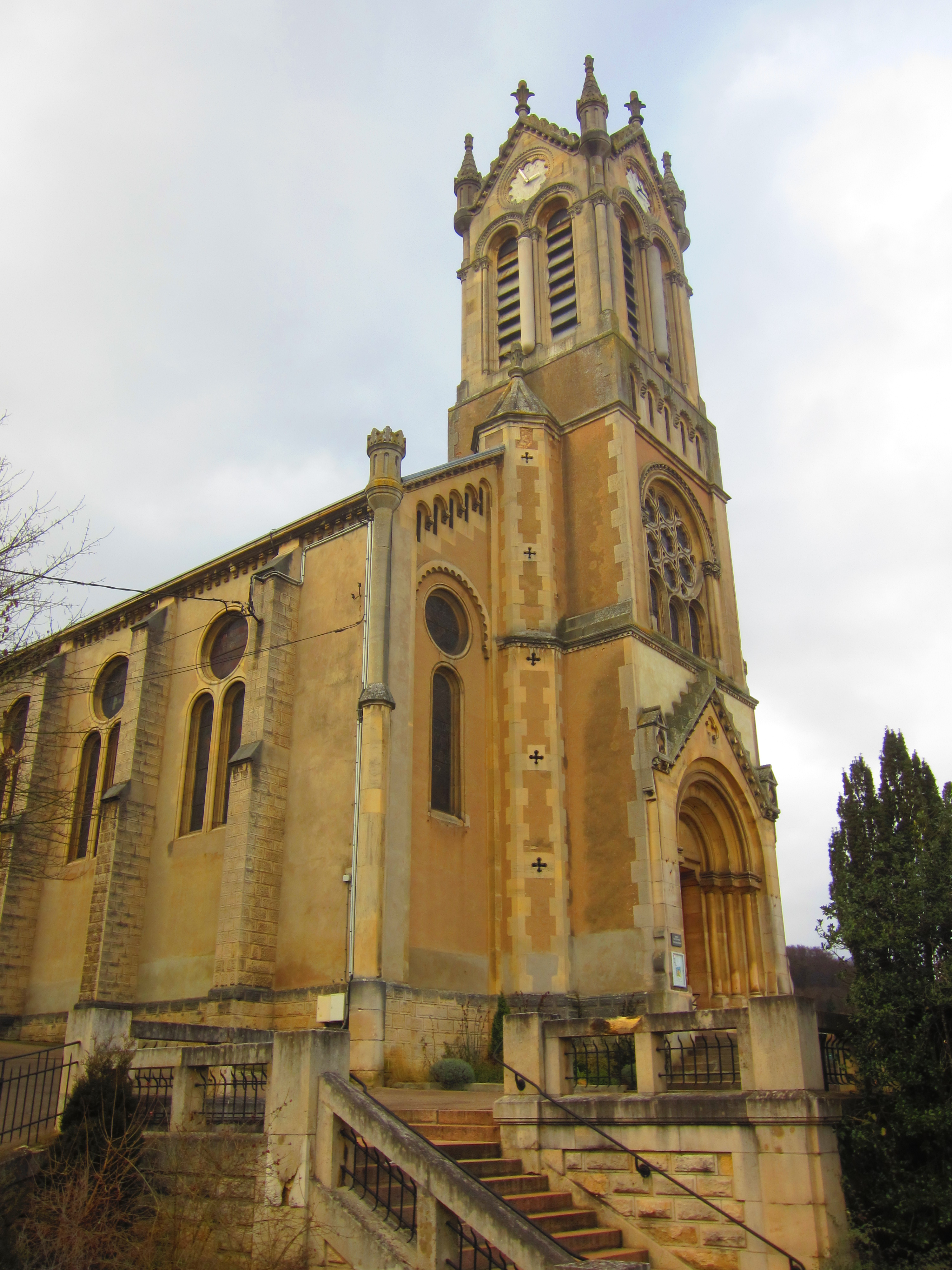
Église Saint-Martin.

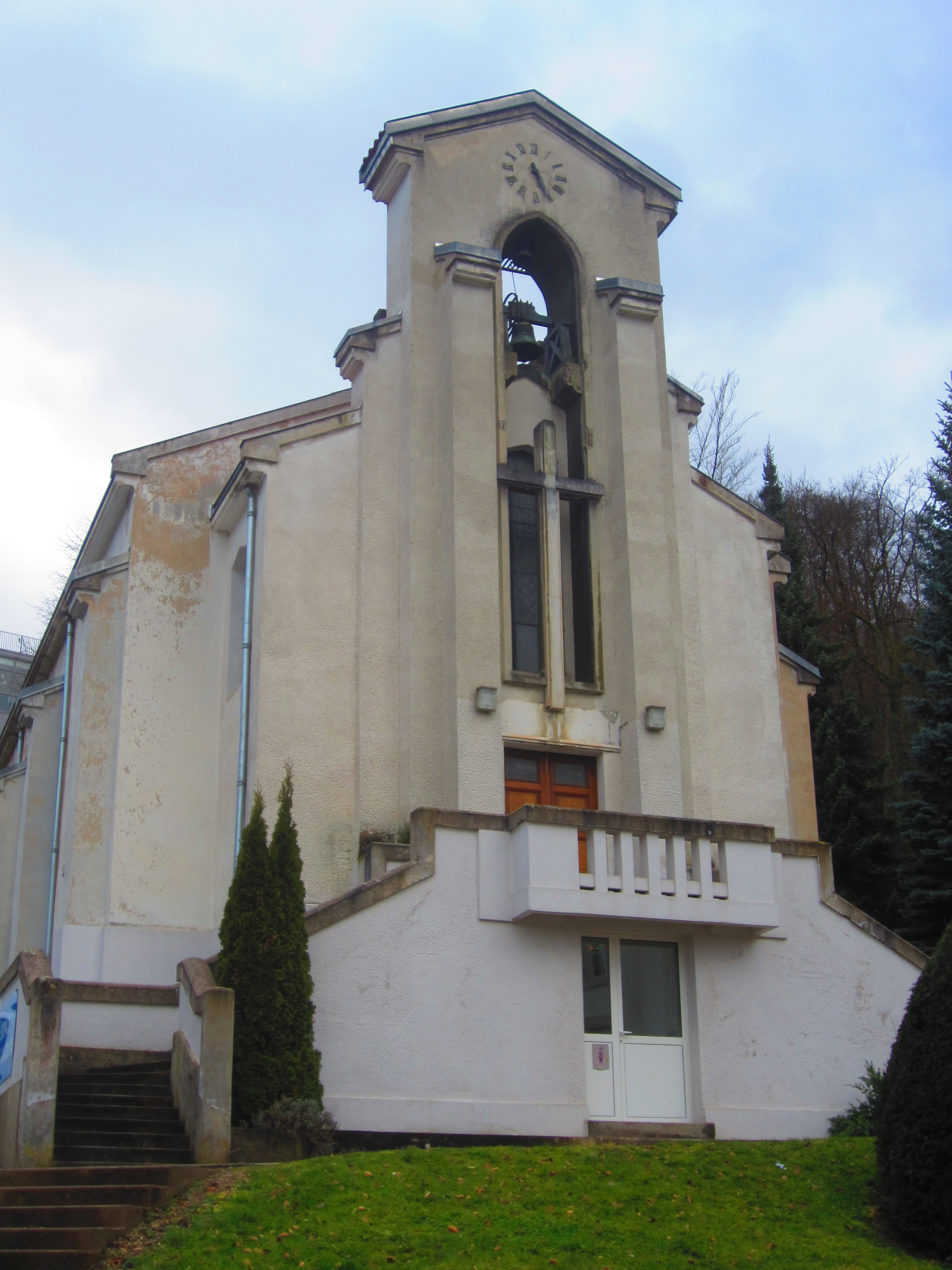
Chapelle à l'institution Jean-Baptiste Thiery.

- Église Saint-Martin XIXe : Vierge XIVe, tapisseries, orfèvrerie.
- Chapelle à l'institution Jean-Baptiste Thiery.

### Personnalités liées à la commune
- Ferry III, dit le Chauve, duc de Lorraine fut enlevé et emprisonné sur les hauteurs du village[Note 9] par Adrian des Armoises, seigneur de Maxéville. Il parvint à faire parvenir sa bague à la duchesse Marguerite par l'intermédiaire d'un charpentier-couvreur appelé Petit Jean Dethillon. Celui-ci, en réparant le toit du pigeonnier, chantait la chanson de Ferry III, qui se signala à lui. Le couvreur prévint la femme du duc. Celle-ci envoya une troupe de soldats libérer son époux. Adrian des Armoises libéra le duc sans combattre.
Le duc punit Adrian des Armoises en saisissant terres et châteaux et il proscrivit les armoiries du blason maxévillois. Pendant plusieurs générations les seigneurs maxévillois ont payé par le sang les fautes de leurs ancêtres en envoyant à la guerre les fils de Maxéville. Petit Jean fut retrouvé par les seigneurs maxévillois et assassiné. Cependant le duc anoblit ses fils et sa famille, donnant souche à la famille du Hautoy[43].
- Camille Cavallier (1854-1926), grand industriel lorrain, acheta le château de Gentilly à Maxéville où il vécut de 1921 à sa mort en 1926[42].
- Jean Prouvé (1901-1984), architecte, avait ses ateliers à Maxéville.
- Guy Béart (1930-2015), chanteur français et père de l'actrice Emmanuelle Béart, ingénieur des Ponts et Chaussées de formation, y dirigea la construction d'un pont au-dessus de la route, à travers bois, des carrières SOLVAY.
- Mgr Jean-Pierre Cattenoz (né en 1945), archevêque d'Avignon, né à Maxéville.
- La mathématicienne Nicole El Karoui, pionnière des mathématiques financières a fréquenté l'école communale de Maxéville[44],

### Héraldique
| Blason de Maxéville | Blason  | D'argent au pal engrêlé de gueules. |
| Blason de Maxéville | Détails | Il s'agit du blason de la maison de Maxéville, d'ancienne chevalerie, déjà éteinte au XVIe siècle. Il est utilisé par la commune depuis 1975. Le statut officiel du blason reste à déterminer. |